# 1397 Umtata
1397 Umtata eller 1936 PG är en asteroid i huvudbältet som upptäcktes 9 augusti 1936 av den sydafrikanske astronomen Cyril V. Jackson i Johannesburg. Den har fått sitt namn efter staden Mthatha i Sydafrika.
Asteroiden har en diameter på ungefär 20 kilometer.